# Canta conmigo Paraguay
Canta Conmigo Paraguay (también conocido como Canta) es la versión paraguaya del formato Cantando por un sueño original de Televisa emitido por el canal Telefuturo al estilo de reality show. La primera edición de este formato bajo el nombre de Cantando por un sueño, fue transmitida en 2007. Vuelve en el 2021 luego antes de trece años, con la actual denominación, permaneciendo al aire durante los siguientes años. El programa se emitió desde el 15 de marzo de 2021 hasta el 20 de agosto del mismo año.

## Historia
El formato paraguayo anunciado del programa mexicano de 2006, tras recordando exactamente el programa Cantando por un sueño, un éxito fue conducido por Dani da Rosa y la co-conducción Melissa Quiñónez, a través del canal 4 Telefuturo ganaron con Alicia Ramírez (primera temporada) y Dani di Flores (segunda temporada) el último programa en 2007. Trece años después tras de la pandemia debido al COVID-19 el programa formato nuevo denominado Canta (antes conocido como el programa Baila conmigo Paraguay en 2010 y la última temporada en 2019) vuelve la conducción de Kike Casanova en 2021, fue la ganadora Ayelén Alfonso. Los próximos años ediciones será confirmado anunciar del programa.